# Michelle Borth
Michelle Borth   (Nova York, 30 d'octubre de 1978) és una actriu nord-americana que ha interpretat personatges a The Forgotten i a la sèrie d'HBO Tell Me You Love Me. Borth va interpretar a Catherine Rollins al drama criminal de la CBS Hawaii Five-0.

## Biografia
Borth va néixer i va créixer a la ciutat de Nova York. La seva mare és d'origen italià i és propietària d'un negoci de millores per a la llar. Té dos germans petits. De nina aspirava a convertir-se en gimnasta, però més tard va descobrir la interpretació en un campament. Es va matricular a la Universitat Pace, en la qual cursà una llicenciatura en Belles Arts en Teatre i Història de l'Art el 2001.

## Carrera
Els crèdits anteriors de Borth inclouen les pel·lícules Wonderland, Trespassers, The Sisterhood, Silent Warnings, Rampage: The Hillside Strangler Murders i Komodo vs. cobra. També aparicions com a convidada a l'episodi de Supernatural " What Is and What Should Never Be " i a l'episodi "Trade" de Law & Order: SVU. També va aparèixer a la campanya publicitària "Lunch Break" de Burger King i al vídeo " Bigger Than My Body " de John Mayer.
El 2008, va aparèixer a la pel·lícula independent Timer amb Emma Caulfield i Desmond Harrington, i a la comèdia d'Endgame Productions, A Good Old Fashioned Orgy amb Leslie Bibb, Lake Bell i Jason Sudeikis. El 2009, va ser membre del repartiment de The Forgotten d'ABC, apareixent en 17 episodis, inclosa part de la temporada 2010. El 2010, també va protagonitzar el final de temporada de doble episodi de la sèrie de televisió de TNT Dark Blue.
L'any 2010, Borth va aparèixer a la versió de 2010 de Hawaii Five-0 a CBS, en la qual va aparèixer com la xicota de Steve McGarrett, la Catherine Rollins, una tinent de la Marina. El 26 de març de 2012, CBS va anunciar que Borth es passaria a formar part del repartiment habitual de Hawaii Five-0 per a les temporades 3 i 4. El 27 de març de 2014 es va anunciar que no tornaria per a la cinquena temporada, sense que trascendís el motiu de la seva sortida. No obstant això, tornaria al final de la cinquena temporada com a estrella convidada. El juliol de 2015 es va anunciar que Borth tindria un paper recurrent en els tres primers episodis de la sisena temporada. El 8 de setembre de 2016 es va anunciar que Borth tornaria com a convidada per al 150è episodi. El 19 de març de 2018, es va anunciar que Borth tornaria a la sèrie com a estrella convidada per al vintè episodi de la vuitena temporada.
Borth va protagonitzar la major Rebecca Gordon, la cirurgiana de les Forces canadenques, a la sèrie de televisió canadenca Combat Hospital del 2011 de Global, que es va cancel·lar després de la seva primera temporada. Apareix a la pel·lícula Shazam del 2019! interpretant la versió adulta de Mary Bromfield.

## Filmografia

### Pel·lícules
| Any  | Títol                                   | Personatge            | Notes                      |
| ---- | --------------------------------------- | --------------------- | -------------------------- |
| 2002 | In Your Face                            | Brittany Jarvis       |                            |
| 2003 | Silent Warnings                         | Katrina Munro         | Pel·lícula directe a vídeo |
| 2003 | Wonderland                              | Sonia                 |                            |
| 2004 | TheSisterhood                           | Devin Sinclair        | Pel·lícula directe a vídeo |
| 2006 | Rampage: The Hillside Strangler Murders | Nicole                | Pel·lícula directe a vídeo |
| 2006 | Trespassers                             | Ashley                |                            |
| 2007 | Lucky You                               | Parella de Josh Cohen |                            |
| 2009 | Timer                                   | Steph DuPaul          |                            |
| 2011 | A Good Old Fashioned Orgy               | Sue Plummer           |                            |
| 2013 | Easy Rider: The Ride Back               | Vanessa Monteague     |                            |
| 2016 | Teenage Cocktail                        | Lynn Fenton           |                            |
| 2019 | Shazam!                                 | Mary Marvel           |                            |

### Televisió
| Curs                 | Títol                             | Rol                      | Notes |
| -------------------- | --------------------------------- | ------------------------ | --- |
| 2002                 | Off Centre                        | Carly                    | Episodi: "PP Doc II: The Examination Continues"                                                              |
| 2004                 | Center of the Universe            | Peggy                    | Episodi: "And the Silver Medal Goes To..."                                                                   |
| 2005                 | Komodo vs. Cobra                  | Dra. Susan Richardson    | Pel·lícula de televisió                                                                                      |
| 2005                 | Freddie                           | Nikki                    | Episodi: "After Hours"                                                                                       |
| 2007                 | Supernatural                      | Carmen Porter            | Episodi: "What Is and What Should Never Be"                                                                  |
| 2007                 | Tell Me You Love Me               | Jamie                    | Paper principal                                                                                              |
| 2008                 | Law & Order: Special Victims Unit | Avery Hemmings           | Episodi: "Trade"                                                                                             |
| 2008                 | The Cleaner                       | Lisa                     | Episodi: "Back to One"                                                                                       |
| 2009-2010            | The Forgotten                     | Candace Butler           | Paper principal                                                                                              |
| 2010                 | Matadors                          | Juliana Lodari           | Pel·lícula de televisió                                                                                      |
| 2010                 | Dark Blue                         | Sharon Perry             | Episodis: "Personal Effects", "Dead Flowers"                                                                 |
| 2010–2016, 2018–2020 | Hawaii Five-0                     | Tinent Catherine Rollins | Rol recurrent (temporades 1, 6); paper principal (temporades 3-4); paper de convidat (temporades 2, 5, 7–10) |
| 2011                 | Combat Hospital                   | Maj. Rebecca Gordon      | Paper principal                                                                                              |
| 2018                 | Devious Nanny                     | Elise                    | Pel·lícula de televisió; també coneguda com The Au Pair                                                      |
| 2020                 | No Good Deed                      | Karen                    | Pel·lícula de televisió; també coneguda com No Good Deed Goes Unpunished                                     |
| 2021                 | The Christmas Thief               | Lana Lawton              | Pel·lícula de televisió                                                                                      |